# Стрельская (деревня)
Стрельская — деревня в составе Опаринского района Кировской области. 

## География
Находится на расстоянии примерно 49 километров по прямой на юго-запад от районного центра поселка Опарино.

## История
Деревня известна с 1859 года, когда в ней было учтено 8 дворов и 68 жителей, в 1926 53 и 289, в 1950 53 и 176, в 1989 году 172 жителя. В советский период была центральной усадьбой колхоза им. XXI партсъезда. До 2021 года входила в Стрельское сельское поселение Опаринского района, являясь ее административным центром, ныне непосредственно в составе Опаринского района.

## Население
Постоянное население  составляло 216 человек (русские 100%) в 2002 году, 212 в 2010.